# Virginia Slims Circuit 1974
Il Virginia Slims Circuit 1974 è iniziato il 14 gennaio con il Virginia Slims of California e si è concluso il 20 ottobre con la finale del Virginia Slims Championships.
Nel 1974 venne stipulato il primo contratto televisivo per il broadcasting dei tornei con l'emittente statunitense CBS.

## Gennaio
| Settimana  | Torneo                                                                                | Vincitrici                                 | Finaliste                    | Semifinaliste                 | Semifinaliste               | Eliminate ai quarti                                              |
| ---------- | ------------------------------------------------------------------------------------- | ------------------------------------------ | ---------------------------- | ----------------------------- | --------------------------- | ---------------------------------------------------------------- |
| 13 gennaio | Virginia Slims of California 1974 San Francisco, USA Cemento Singolare - Doppio       | Billie Jean King 7–6(2), 6–2               | Chris Evert                  | 3º posto                      | 4º posto                    | Laurie Fleming Janet Newberry Rosie Casals Wendy Overton         |
| 13 gennaio | Virginia Slims of California 1974 San Francisco, USA Cemento Singolare - Doppio       | Billie Jean King 7–6(2), 6–2               | Chris Evert                  | Kerry Melville 8–7 (6–1, 2–6) | Nancy Gunter                | Laurie Fleming Janet Newberry Rosie Casals Wendy Overton         |
| 13 gennaio | Virginia Slims of California 1974 San Francisco, USA Cemento Singolare - Doppio       | Chris Evert Billie Jean King 6–4, 6–2      | Françoise Dürr Betty Stöve   | Kerry Melville 8–7 (6–1, 2–6) | Nancy Gunter                | Laurie Fleming Janet Newberry Rosie Casals Wendy Overton         |
| 21 gennaio | WTA Congoleum Classic 1974 Mission Viejo, USA 50 000 $- Cemento Singolare - Doppio    | Chris Evert 6–3, 6–1                       | Billie Jean King             | Kerry Melville Nancy Gunter   | Kerry Melville Nancy Gunter | Barbara Downs Françoise Dürr Rosie Casals Kristien Kemmer        |
| 21 gennaio | WTA Congoleum Classic 1974 Mission Viejo, USA 50 000 $- Cemento Singolare - Doppio    | Kerry Harris Lesley Hunt 7–5, 6–4          | Chris Evert Billie Jean King | Kerry Melville Nancy Gunter   | Kerry Melville Nancy Gunter | Barbara Downs Françoise Dürr Rosie Casals Kristien Kemmer        |
| 28 gennaio | Virginia Slims of Washington 1974 Washington, USA Sintetico indoor Singolare - Doppio | Billie Jean King 6–0, 6–2                  | Kerry Melville               | Rosie Casals Helen Gourlay    | Rosie Casals Helen Gourlay  | Kathy Kuykendall Françoise Dürr Peaches Bartkowicz Mona Schallau |
| 28 gennaio | Virginia Slims of Washington 1974 Washington, USA Sintetico indoor Singolare - Doppio | Billie Jean King Betty Stöve 6–1, 6–7, 7–5 | Françoise Dürr Kerry Harris  | Rosie Casals Helen Gourlay    | Rosie Casals Helen Gourlay  | Kathy Kuykendall Françoise Dürr Peaches Bartkowicz Mona Schallau |

## Febbraio
| Settimana   | Torneo                                                                                     | Vincitrici                                  | Finaliste                  | Semifinaliste                | Eliminate ai quarti                                         |
| ----------- | ------------------------------------------------------------------------------------------ | ------------------------------------------- | -------------------------- | ---------------------------- | ----------------------------------------------------------- |
| 4 febbraio  | Virginia Slims of Fort Lauderdale 1974 Fort Lauderdale, USA Terra verde Singolare - Doppio | Chris Evert Walkover                        | Kerry Melville             | Rosie Casals Nancy Gunter    | Betty Stöve Françoise Dürr Isa Fernández Kathy Kuykendall   |
| 4 febbraio  | Virginia Slims of Fort Lauderdale 1974 Fort Lauderdale, USA Terra verde Singolare - Doppio | Françoise Dürr Betty Stöve 6–3, 6–2         | Patti Hogan Sharon Walsh   | Rosie Casals Nancy Gunter    | Betty Stöve Françoise Dürr Isa Fernández Kathy Kuykendall   |
| 18 febbraio | Virginia Slims of Detroit 1974 Detroit, MI, USA Sintetico indoor Singolare - Doppio        | Billie Jean King 6–1, 6–1                   | Rosie Casals               | Françoise Dürr Virginia Wade | Lesley Hunt Valerie Ziegenfuss Kristien Kemmer Mareen Louie |
| 18 febbraio | Virginia Slims of Detroit 1974 Detroit, MI, USA Sintetico indoor Singolare - Doppio        | Rosie Casals Billie Jean King 2–6, 6–4, 7–5 | Françoise Dürr Betty Stöve | Françoise Dürr Virginia Wade | Lesley Hunt Valerie Ziegenfuss Kristien Kemmer Mareen Louie |
| 25 febbraio | Virginia Slims of Chicago 1974 Chicago, USA Sintetico indoor Singolare - Doppio            | Virginia Wade 2–6, 6–4, 6–4                 | Rosie Casals               | Billie Jean King Chris Evert | Laura DuPont Lesley Hunt Valerie Ziegenfuss Betty Stöve     |
| 25 febbraio | Virginia Slims of Chicago 1974 Chicago, USA Sintetico indoor Singolare - Doppio            | Chris Evert Billie Jean King 3–6, 6–4, 6–4  | Françoise Dürr Betty Stöve | Billie Jean King Chris Evert | Laura DuPont Lesley Hunt Valerie Ziegenfuss Betty Stöve     |

## Marzo
| Settimana | Torneo                                                                        | Vincitrici                                               | Finaliste                     | Semifinaliste                 | Eliminate ai quarti                                         |
| --------- | ----------------------------------------------------------------------------- | -------------------------------------------------------- | ----------------------------- | ----------------------------- | ----------------------------------------------------------- |
| 5 marzo   | Virginia Slims of Dallas 1974 Dallas, USA Sintetico indoor Singolare - Doppio | Chris Evert 7–5, 6–2                                     | Virginia Wade                 | Françoise Dürr Nancy Gunter   | Lesley Hunt Rosie Casals Karen Krantzcke Janet Newberry     |
| 5 marzo   | Virginia Slims of Dallas 1974 Dallas, USA Sintetico indoor Singolare - Doppio | María-Isabel Fernández Martina Navrátilová 6–3, 3–6, 6–3 | Virginia Wade Karen Krantzcke | Françoise Dürr Nancy Gunter   | Lesley Hunt Rosie Casals Karen Krantzcke Janet Newberry     |
| 18 marzo  | Virginia Slims of Akron 1974 Akron, USA Sintetico indoor Singolare - Doppio   | Billie Jean King 6–3, 7–5                                | Nancy Gunter                  | Ol'ga Morozova Pam Teeguarden | Julie Heldman Rosie Casals Martina Navrátilová Sharon Walsh |
| 18 marzo  | Virginia Slims of Akron 1974 Akron, USA Sintetico indoor Singolare - Doppio   | Rosie Casals Billie Jean King 6–2, 6–4                   | Julie Heldman Ol'ga Morozova  | Ol'ga Morozova Pam Teeguarden | Julie Heldman Rosie Casals Martina Navrátilová Sharon Walsh |
| 25 marzo  | US Indoors 1974 New York, USA Sintetico indoor Singolare                      | Billie Jean King 6–3, 3–6, 6–2                           | Chris Evert                   | Rosie Casals Betty Stöve      | Julie Heldman Françoise Dürr Virginia Wade Mareen Louie     |

## Aprile
| Settimana | Torneo                                                                                  | Vincitrici                             | Finaliste                    | Semifinaliste                   | Eliminate ai quarti                                      |
| --------- | --------------------------------------------------------------------------------------- | -------------------------------------- | ---------------------------- | ------------------------------- | -------------------------------------------------------- |
| 8 aprile  | Virginia Slims of Sarasota 1974 Sarasota, USA Terra verde Singolare - Doppio            | Chris Evert 6–4, 6–0                   | Evonne Goolagong             | Ol'ga Morozova Kerry Melville   | Betty Stöve Julie Heldman Ilana Kloss Helen Gourlay      |
| 8 aprile  | Virginia Slims of Sarasota 1974 Sarasota, USA Terra verde Singolare - Doppio            | Chris Evert Evonne Goolagong 6–2, 6–2  | Tory Fretz Ceci Martinez     | Ol'ga Morozova Kerry Melville   | Betty Stöve Julie Heldman Ilana Kloss Helen Gourlay      |
| 15 aprile | Eckerd Tennis Open 1974 Saint Petersburg, USA Terra rossa Singolare - Doppio            | Chris Evert 6–0, 6–1                   | Kerry Melville               | Helga Masthoff Evonne Goolagong | Karen Krantzcke Ol'ga Morozova Helen Gourlay Betty Stöve |
| 15 aprile | Eckerd Tennis Open 1974 Saint Petersburg, USA Terra rossa Singolare - Doppio            | Ol'ga Morozova Betty Stöve 6–4, 6–2    | Chris Evert Evonne Goolagong | Helga Masthoff Evonne Goolagong | Karen Krantzcke Ol'ga Morozova Helen Gourlay Betty Stöve |
| 22 aprile | Virginia Slims of Philadelphia 1974 Filadelfia, USA Sintetico indoor Singolare - Doppio | Ol'ga Morozova 7–6, 6–1                | Billie Jean King             | Virginia Wade Rosie Casals      | Janet Newberry Glynis Coles Kerry Melville Helen Gourlay |
| 22 aprile | Virginia Slims of Philadelphia 1974 Filadelfia, USA Sintetico indoor Singolare - Doppio | Rosie Casals Billie Jean King 6–3, 7–6 | Kerry Harris Lesley Hunt     | Virginia Wade Rosie Casals      | Janet Newberry Glynis Coles Kerry Melville Helen Gourlay |

## Maggio
Nessun evento

## Giugno
Nessun evento

## Luglio
Nessun evento

## Agosto
| Settimana               | Torneo                                                                          | Vincitrici                                          | Finaliste                    | Semifinaliste               | Eliminate ai quarti                                        |
| ----------------------- | ------------------------------------------------------------------------------- | --------------------------------------------------- | ---------------------------- | --------------------------- | ---------------------------------------------------------- |
| 18 agosto               | Virginia Slims of Newport 1974 Newport, USA Erba Singolare - Doppio             | Chris Evert 6–4, 6–3                                | Betsy Nagelsen               | Julie Heldman Virginia Wade | Janet Newberry Lesley Charles Mima Jaušovec Ol'ga Morozova |
| 18 agosto               | Virginia Slims of Newport 1974 Newport, USA Erba Singolare - Doppio             | Lesley Charles Sue Mappin 6–2, 7–5                  | Gail Chanfreau Julie Heldman | Julie Heldman Virginia Wade | Janet Newberry Lesley Charles Mima Jaušovec Ol'ga Morozova |
| 27 agosto (2 settimane) | US Open 1974 Flushing Meadows, New York, USA Cemento Singolare - Doppio - Misto | Billie Jean King 3–6, 6–3, 7–5                      | Evonne Goolagong             | Julie Heldman Chris Evert   | Rosie Casals Nancy Gunter Kerry Melville Lesley Hunt       |
| 27 agosto (2 settimane) | US Open 1974 Flushing Meadows, New York, USA Cemento Singolare - Doppio - Misto | Rosie Casals Billie Jean King 7–6, 6–7, 6–4         | Françoise Dürr Betty Stöve   | Julie Heldman Chris Evert   | Rosie Casals Nancy Gunter Kerry Melville Lesley Hunt       |
| 27 agosto (2 settimane) | US Open 1974 Flushing Meadows, New York, USA Cemento Singolare - Doppio - Misto | Doppio misto: Pam Teeguarden Geoff Masters 6–1, 7–6 | Chris Evert Jimmy Connors    | Julie Heldman Chris Evert   | Rosie Casals Nancy Gunter Kerry Melville Lesley Hunt       |

## Settembre
| Settimana    | Torneo                                                                                   | Vincitrici                                 | Finaliste                     | Semifinaliste                   | Eliminate ai quarti                                              |
| ------------ | ---------------------------------------------------------------------------------------- | ------------------------------------------ | ----------------------------- | ------------------------------- | ---------------------------------------------------------------- |
| 16 settembre | United Airlines Tournament of Champions 1974 Orlando, USA Terra rossa Singolare - Doppio | Martina Navrátilová 7–6, 6–4               | Julie Heldman                 | Billie Jean King Françoise Dürr | Mareen Louie Betty Stöve Tine Zwaan Rosie Casals                 |
| 16 settembre | United Airlines Tournament of Champions 1974 Orlando, USA Terra rossa Singolare - Doppio | Françoise Dürr Betty Stöve 6–3, 6–7, 6–4   | Rosie Casals Billie Jean King | Billie Jean King Françoise Dürr | Mareen Louie Betty Stöve Tine Zwaan Rosie Casals                 |
| 23 settembre | Virginia Slims of Denver 1974 Denver, USA Sintetico indoor Singolare - Doppio            | Evonne Goolagong 7–5, 3–6, 6–4             | Chris Evert                   | Françoise Dürr Nancy Gunter     | Valerie Ziegenfuss Julie Heldman Pam Teeguarden Kathy Kuykendall |
| 23 settembre | Virginia Slims of Denver 1974 Denver, USA Sintetico indoor Singolare - Doppio            | Françoise Dürr Betty Stöve 6–3, 6–7, 6–4   | Mona Schallau Pam Teeguarden  | Françoise Dürr Nancy Gunter     | Valerie Ziegenfuss Julie Heldman Pam Teeguarden Kathy Kuykendall |
| 30 settembre | Virginia Slims of Houston 1974 Houston, Texas, USA Cemento Singolare - Doppio            | Chris Evert 6–3, 5–7, 6–1                  | Virginia Wade                 | Evonne Goolagong Pam Teeguarden | Wendy Overton Helen Gourlay Kate Latham Robin Tenney             |
| 30 settembre | Virginia Slims of Houston 1974 Houston, Texas, USA Cemento Singolare - Doppio            | Janet Newberry Wendy Overton 4–6, 7–5, 6–2 | Sue Stap Virginia Wade        | Evonne Goolagong Pam Teeguarden | Wendy Overton Helen Gourlay Kate Latham Robin Tenney             |

## Ottobre
| Settimana  | Torneo                                                                                 | Vincitrici                                     | Finaliste                    | Semifinaliste                  | Eliminate ai quarti                                        |
| ---------- | -------------------------------------------------------------------------------------- | ---------------------------------------------- | ---------------------------- | ------------------------------ | ---------------------------------------------------------- |
| 7 ottobre  | Thunderbird Classic 1974 Phoenix, USA Cemento Singolare - Doppio                       | Virginia Wade 6–1, 6–2                         | Helen Gourlay                | Billie Jean King Betty Stöve   | Tory Fretz Françoise Dürr Wendy Overton Kathy Kuykendall   |
| 7 ottobre  | Thunderbird Classic 1974 Phoenix, USA Cemento Singolare - Doppio                       | Françoise Dürr Betty Stöve 6–3, 5–7, 6–3       | Mona Schallau Pam Teeguarden | Billie Jean King Betty Stöve   | Tory Fretz Françoise Dürr Wendy Overton Kathy Kuykendall   |
| 14 ottobre | Virginia Slims Championships 1974 Los Angeles, USA Sintetico indoor Singolare - Doppio | Evonne Goolagong 6–3, 6–4                      | Chris Evert                  | Virginia Wade Billie Jean King | Rosie Casals Martina Navrátilová Lesley Hunt Helen Gourlay |
| 14 ottobre | Virginia Slims Championships 1974 Los Angeles, USA Sintetico indoor Singolare - Doppio | Rosie Casals Billie Jean King 6–1, 6(2)–7, 7–5 | Françoise Dürr Betty Stöve   | Virginia Wade Billie Jean King | Rosie Casals Martina Navrátilová Lesley Hunt Helen Gourlay |

## Novembre
Nessun evento

## Dicembre
Nessun evento